# 鳥羽 (洛外)
鳥羽（とば）とは、かつて京都洛外、山城国紀伊郡に属していた鳥羽郷（とばごう）・鳥羽荘（とばのしょう）などと呼ばれた地域を指す名称。現在では京都市でも南区に属する上鳥羽・伏見区に属する下鳥羽に分割されている。
鴨川と桂川の合流地点の低湿地にあり、当時は鴨川が鳥羽の東側を流れ、また南は巨椋池に接したとされる。『和名類聚抄』では、「止波/度波」という訓を入れている。平安遷都以後、朱雀大路を羅城門から真南に延長した鳥羽作道が作られ、その道は鳥羽で淀川水系と接した。このため、鳥羽の河岸には鳥羽津が築かれた。貞観14年（872年）に作成された「貞観寺田地目録帳（『貞観寺根本目録』の一部）」（仁和寺所蔵重要文化財）に「鳥羽」の地名が登場する。また、平安京内の神泉苑の水は鳥羽からひかれたものであったとされている。平安時代前期には賀陽親王や藤原時平が鳥羽に別業（別荘）を造営した。
応徳3年（1086年）、白河上皇は藤原季綱から献上された巨椋池の畔の別業に拡張・改造を加えて離宮・鳥羽殿（城南宮）を造営した。3棟からなる御所と巨椋池を望む庭園、御堂を取り合わせた大規模なものであったが、白河上皇の生存中には完成出来ず、ここを継承した孫の鳥羽上皇の時代に完成した。鳥羽殿は南北朝の内乱で荒廃するまで歴代の治天の君の拠点として政治的な意味も持った。安楽寿院はその名残である。また、鳥羽に建立された御願寺はいずれも治天の君であった白河・鳥羽の両上皇（後に法皇）のものしか存在しない治天の君のための空間であり、両天皇在位中も含めて在位の天皇や女院の御願寺が建立された皇室の政治・宗教的空間であった白河との違う特徴を有していた。
鎌倉時代に入ると、鳥羽は代々院御厨別当・関東申次を務めた西園寺家が周辺の土地とともに知行して治天の君の院政に対して経済的な貢献を行うとともに、その政治力を支える基盤となった。西園寺家の鳥羽の荘園は鳥羽荘と称されて、『管見記』によれば応仁の乱最中の文明年間にも西園寺家の支配が確認でき、室町幕府官僚の大舘尚氏による『大舘常興日記』には大永5年（1527年）に行われていた西園寺家の鳥羽荘と久我家の久我荘の境相論についての覚書が残されているなど、戦国時代まで同家の所領であった。また、鳥羽は地方から淀川を経由して京都に物資を運ぶ拠点であり、室町時代には問丸や車借の活躍が見られ（『庭訓往来』など）、江戸幕府の京都代官の史料にも活動の様子が見られる。
室町時代後期の文明年間に入ると、鳥羽の北側を「上鳥羽」（『東寺百合文書』所収「右馬寮田地売券」）、南側を「下鳥羽」（『実遠公記』）と呼ぶ例が現れる。江戸時代には完全に別個の村である「上鳥羽村」「下鳥羽村」として文書に登場する。戊辰戦争の緒戦である鳥羽・伏見の戦いの舞台にもなった。明治22年（1889年）の町村制導入以後は、それぞれ京都府の上鳥羽村・下鳥羽村として別個の歩みを遂げ、大正7年（1918年）には上鳥羽村の一部が京都市下京区（当時）に編入され、昭和6年（1931年）に上鳥羽村の残部は下京区に、下鳥羽村は伏見市などとともに新設の伏見区に編入される事になる。なお、昭和30年（1955年）には旧上鳥羽村を含む下京区南部が分離して南区が成立している。